# Sergio Hernández
Sergio Hernández, född 6 december 1983 i Jávea, är en spansk racerförare.

## Racingkarriär
Hernández började i karting 1998-2001, då han fortsatte till Spanska Formel Toyota, där han blev trea, och portugisiska formel BMW, där han blev sjua. Han körde däerefter i Spanska F3-mästerskapet 2002 där han slutade nia. 
Hernández blev sedan totalsjua i Spanska F3-mästerskapet 2003. Han körde även i Brittiska F3-mästerskapet 2003 där han blev åtta i den nationella klassen. Han körde sedan i Spanska F3-mästerskapet 2004 där han kom sexa och i World Series by Nissan där han slutade femtonde.
Hernández flyttade över till det nyskapade GP2 Series 2005 i vilken han slutade på 20:e plats och i samma serie 2006 slutade han på 23:e plats.
Han började sedan köra i World Touring Car Championship 2007, där han nådde en åttonde plats som bäst och slutade på 20:e plats totalt. Säsongen 2008 vann han dock privatcupen i World Touring Car Championship, med 186 poäng, före tvåan Franz Engstler, som hade 149. 2009 bytte Hernández team och bil med Félix Porteiro, som tidigare körde i fabriksteamet BMW Team Italy-Spain. Porteiro tog Hernández plats i Scuderia Proteam Motorsport. Hernández vann det andra racet i WTCC Race of the Czech Republic på Masaryk Circuit och slutade totalt på elfte plats i mästerskapet, placeringen före teamkamraten Alessandro Zanardi.
Till 2010 flyttade Hernández tillbaka till Scuderia Proteam Motorsport, då BMW Team Italy-Spain dragit sig ut ur WTCC. Han vann Yokohama Independents' Trophy stort, efter fem segrar under säsongen.